# タイム・マシン 80万年後の世界へ
『タイム・マシン 80万年後の世界へ』（タイム・マシン はちじゅうまんねんごのせかいへ、The Time Machine ）は、1960年のアメリカ映画。H・G・ウェルズのSF小説『タイム・マシン』を、ジョージ・パルが映画化した作品である。

## 解説
H・G・ウェルズの古典SF小説『タイム・マシン』を、『月世界征服』、『地球最後の日』、『宇宙戦争』 を製作してきたジョージ・パルが、自ら監督して映画化した作品である。ウェルズの原作を、『黒い蠍』のデヴィッド・ダンカンが脚色した。人類の二分化が核戦争の結果である事、イーロイがモーロックと戦う事など、時代設定や筋立ては原作と異なった部分が多く、原作出版後に起こった第一次世界大戦や、映画公開時には近未来であった1966年にロンドンが核攻撃で壊滅してしまうなどの描写が加えられている。
撮影は1949年の『戦場』でアカデミー撮影賞を受賞したポール・C・ヴォーゲル、編集は『北北西に進路を取れ』で同編集賞にノミネートされたジョージ・トマシーニが担当した。特撮では時間を移動する場面で、アニメーターであったジョージ・パルのパペトーンと呼ばれる人形アニメーションの技法や、低速度撮影などが使われている。本作はアカデミー特殊効果賞を受賞し、視覚効果のジーン・ウォレンとティム・バーがオスカー像を手にした。
主演のロッド・テイラーは、この後ヒッチコック監督の『鳥』などに出演した。ジョージの友人と、その未来の子供の二役を演じたアラン・ヤングは、2002年にリメイクされた『タイムマシン』にもカメオ出演している。

## ストーリー
1900年1月6日のロンドン、デヴィッド・フィルビーらは発明家ジョージの邸宅に招待されていた。そこへ、満身創痍のジョージが現れる。驚く彼らの前で、ジョージは自分の身に起きた出来事を語りだした。
一週間前の1899年大晦日、ジョージは自宅に招待したデヴィッド達に、過去と未来を旅できる機械タイム・マシンを発明したと宣言し、目の前でその模型を消して見せた。驚嘆するデヴィッドだが、他の男たちは「ボーア戦争のための発明をすべきだ。」として相手にしない。現在に絶望したというジョージに、デヴィッドはどこにも旅立たないように願うが、ジョージは既に完成させていた実物大のタイム・マシンへ乗り込んで、未来へと向かった。1916年にたどり着いた彼は、デヴィッドに似た男に話しかけるが、彼はデヴィッドの息子であるジェームズであった。デヴィッドの知人と自己紹介するジョージに、ジェームズは父が戦争で戦死したと伝える。唯一の友人を失った悲しみに、ジョージは更なる未来へ出発。1940年でロンドン空襲に巻き込まれながらも、高層ビルが立ち並ぶ1966年に到着する。だが、彼の周りでは空襲警報が鳴り響き、老いたジェームズも逃げまとう始末。呆然とするジョージだったが、その頭上で核爆弾が炸裂。さらに大規模な地殻変動によって、ジョージを乗せたタイム・マシンは溶岩の中に閉じ込められる。
何十万年もの地殻変動を経て、ジョージがたどり着いたのは西暦80万2701年の世界だった。緑あふれる地上で、彼は未来人ウィーナと知り合うが、その世界では、彼女の属する無気力な地上人イーロイ（エロイ）が、地底人モーロックに支配され、食べられていることが明らかになる。263年に及ぶ東西核戦争で世界が荒廃し、地上に残った人類がイーロイに、地下にもぐった者たちがモーロックに進化したのだ。知識欲が失せ、ひたすらモーロックに襲われるのを待つばかりのイーロイに憤慨するジョージだったが、ウィーナがモーロックの世界へ通じる扉に吸い込まれてしまう。ジョージはウィーナを救うべく、地下へと向かう。

## キャスト
| 役名                                          | 俳優                     | 日本語吹替 |
| --------------------------------------------- | ------------------------ | ---------- |
| ジョージ                                      | ロッド・テイラー         | 山内雅人   |
| デヴィッド・フィルビー ジェームズ・フィルビー | アラン・ヤング           | 依田英助   |
| ウィーナ                                      | イヴェット・ミミュー     | 渋沢詩子   |
| フィリップ・ヒルヤー                          | セバスチャン・キャボット | 緒方敏也   |
| アンソニー・ブライドウェル                    | トム・ヘルモア           | 家弓家正   |
| ウォルター・ケンプ                            | ウィット・ビッセル       | 千葉耕市   |
| ウォチェット夫人                              | ドリス・ロイド           | 麻生美代子 |

- 日本語吹替：テレビ版・初回放送1969年7月11日 TBS『金曜ロードショー』

## スタッフ
- 製作・監督：ジョージ・パル[1]
- 脚本：デヴィッド・ダンカン[1]
- 音楽：ラッセル・ガルシア[1]
- 撮影：ポール・C・ヴォーゲル[1]
- 編集：ジョージ・トマシーニ[1]
- 視覚効果：ジーン・ウォレン、ティム・バー他